# Adelaide Clemens
Adelaide Clemens (Sídney; 30 de noviembre de 1989) es una actriz australiana, conocida por haber interpretado a Julieta en la primera temporada de Blue Water High en 2006.

## Biografía
Hija de padre británico, de pequeña vivió en Japón, Cognac, Francia y Hong Kong. 
A los 12 años regresó con su familia a Australia.

## Carrera
Fue nominada para un Logie Award en 2008 por su papel en la serie de televisión Love My Way. 
Clemens ha aparecido en X-Men Origins: Wolverine e interpretó a Heather Mason en la película de terror Silent Hill: Revelation 3D. y a Catherine en The Great Gatsby en 2013.
Comenzó a trabajar como actriz en la televisión australiana. Actuó con el papel de Julieta, en un episodio de Blue Water High. En 2007, protagonizó la serie infantil The Lost Treasure de Fiji con el rol de Alison. Clemens actuó como Harper en el drama de Showtime Love My Way.
Asimismo, actuó en la película dramática Dream Life, junto a Sigrid Thornton, Xavier Samuel, Linda Cropper y Andrew McFarlane, para la cadena MTV Networks Australia.

## Filmografía
| Año  | Título                                    | Personaje              | Notas                                    |
| ---- | ----------------------------------------- | ---------------------- | ---------------------------------------- |
| 2016 | Night of the Lotus                        | Natalie                | En producción                            |
| 2016 | Avenues                                   | Halley                 | En producción                            |
| 2016 | Music, War and Love                       | Rachel Rubin           | En producción                            |
| 2015 | The Automatic Hate                        | Alexis Green           |                                          |
| 2015 | The World Made Straight                   | Lori                   |                                          |
| 2014 | Parer's War                               | Elizabeth Marie Cotter | telefilme                                |
| 2013 | Rectify                                   | Tawney Talbot          | Serie de televisión, 16 episodios        |
| 2013 | El Gran Gatsby                            | Catherine              |                                          |
| 2012 | Silent Hill: Revelation 3D                | Heather Mason          |                                          |
| 2012 | Parade's End                              | Valentine Wannop       | Serie de televisión, cinco episodios     |
| 2012 | No One Lives                              | Emma                   |                                          |
| 2012 | Generation Um..                           | Mia                    |                                          |
| 2012 | Camilla Dickinson                         | Camilla Dickinson      |                                          |
| 2011 | Certainty                                 | Deb Catalano           |                                          |
| 2011 | Vampire                                   | Ladybird               |                                          |
| 2010 | Lie To Me                                 | Megan                  | Serie de televisión, primer episodio     |
| 2010 | Wasted on the Young                       | Xandrie                |                                          |
| 2010 | At the Tattooist                          | Kelly                  | Cortometraje                             |
| 2010 | The Pacific                               | Secretaria             | Miniserie de televisión, primer episodio |
| 2009 | All Saints                                | Stephanie              | Serie de televisión, primer episodio     |
| 2009 | X-Men Origins: Wolverine                  | Chica del carnaval     |                                          |
| 2008 | Dream Life                                | Rose                   | Telefilme                                |
| 2008 | Out of the Blue                           | Fiona                  | Serie de televisión, 1 episodio          |
| 2007 | Love My Way                               | Harper                 | Serie de televisión, 8 episodios         |
| 2007 | Pirate Islands: The Lost Treasure of Fiji | Alison                 | Serie de televisión, 13 episodios        |
| 2006 | Blue Water High                           | Julieta                | Serie de televisión, 1 episodio          |

## Premios y nominaciones
Nominada
- Logie Award al papel de Harper en Love My Way (2008)